# Abchasisch-Orthodoxe Kirche

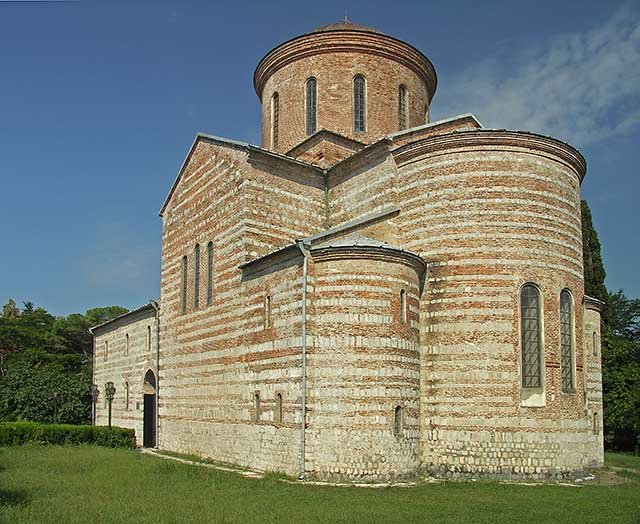
Die Kathedrale von Pizunda aus dem 10. Jahrhundert, vormals Sitz abchasischer Patriarchen.

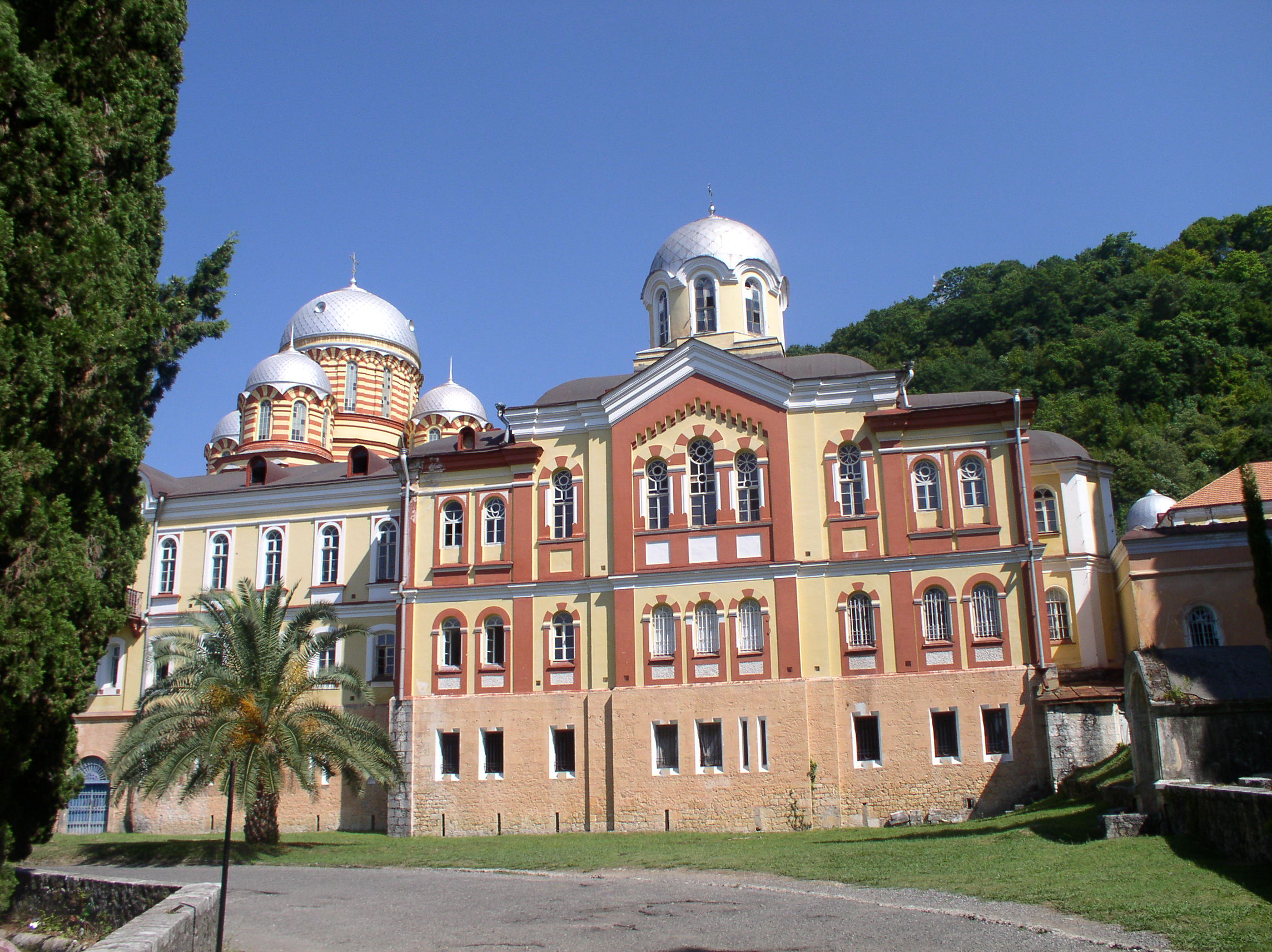
Von Russen gegründetes Kloster in Achali Atoni, 19./20. Jh.

Die Abchasisch-Orthodoxe Kirche (russisch Абхазская Православная церковь) ist eine nicht-kanonische Orthodoxe Kirche auf dem Gebiet der international nicht anerkannten Republik Abchasien.

## Katholikat von Abchasien
Die heutige Abchasisch-Orthodoxe Kirche beruft sich auf die Geschichte der zeitweise eigenständigen Kirche Abchasiens, die sich im Königreich Abchasien des 8. Jahrhunderts entwickelte. Vorausgegangen war die von Byzanz ausgehende Christianisierung der Kolchis (Lasike; Westgeorgien) vom 4. bis zum 6. Jahrhundert. Reste einer griechischsprachigen Kirchenorganisation endeten vor Anfang des 10. Jahrhunderts. Der georgische Ersthierarch von Abchasien residierte zunächst in Pizunda und Poti (Mingrelien), in späterer Zeit jedoch im Kloster Gelati bei Kutaissi (Imeretien). Vermutlich ab dem 9. Jahrhundert, nachweisbar erst deutlich später, führte der oberste Bischof Westgeorgiens den Titel Katholikos, ohne dass jedoch die Unterordnung unter den Katholikos-Patriarchen von Mzcheta aufgegeben wurde. Erst im 15. Jahrhundert erfolgte die volle Eigenständigkeit, und ab dem 16. Jahrhundert übernahm der Katholikos von Abchasien (zusätzlich) den Titel eines Patriarchen. Bedeutendster Patriarch war Eudaimon I. Chkhetidze (1543–1578), der eine gemeinsame Synode der abchasischen und georgischen Kirche zur Restauration der Liturgie initiierte. Letzter Katholikos war Maxime II. Abachidze († 1795). 1814, nach völliger Eingliederung Georgiens in das Russische Zarenreich, erlosch das eigenständige Patriarchat in Abchasien.

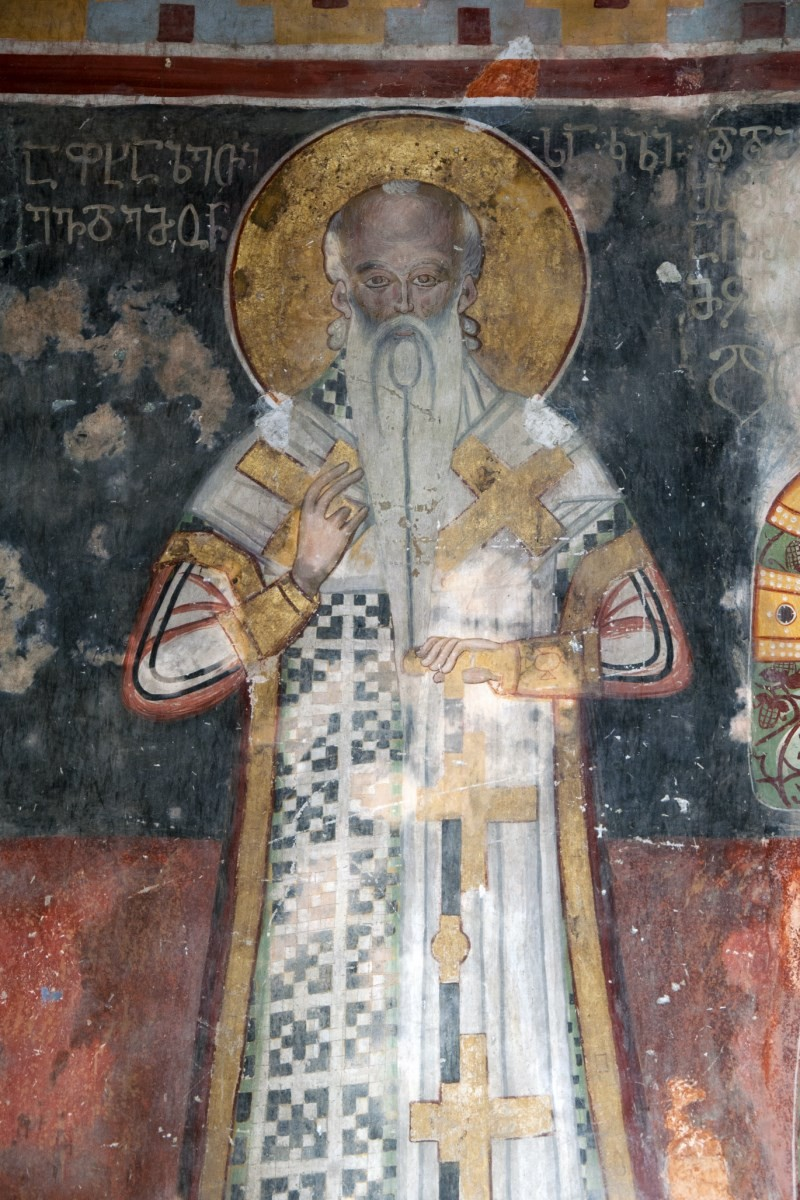
Eudaimon I. Chkhetidze, Fresko in Gelati

In der Folgezeit war Abchasien als Eparchie Sochumi/Abchasien Teil des Exarchats Tiflis der Russischen Orthodoxen Kirche, anschließend, nach Wiedererlangung ihrer Autokephalie, der Georgisch-Orthodoxen Kirche.

## Gegenwärtige Situation
Am 15. September 2009 wurde in einer Versammlung von Geistlichen einseitig die Trennung Abchasiens von der Georgischen Orthodoxen Kirche beschlossen und am folgenden Tag durch den Verwalter der Eparchie Sochumi, den verheirateten Priester Wissarion Apliaa (Виссарион Иванович Аплиаа), bekanntgegeben. Die georgische Kirche distanzierte sich umgehend von dieser Erklärung. Auch die Russische Orthodoxe Kirche rechnet Abchasien weiterhin zum kanonischen Territorium der Kirche Georgiens. Im Rahmen der kanonischen Georgisch-Orthodoxen Kirche amtiert Katholikos-Patriarch Ilia II. zugleich als Metropolit von Sochumi und Abchasien.
Innerhalb der Abchasisch-Orthodoxen Kirche stehen seit längerer Zeit zwei ungleich große Flügel einander gegenüber: Die Mehrheit unter Wissarion Apliaa propagiert eine Anlehnung an das Moskauer Patriarchat, die Minderheit sucht die Unterstützung des Ökumenischen Patriarchats Konstantinopel für die Bildung einer abchasischen Nationalkirche mit Verwendung des Abchasischen auch im kirchlichen Gottesdienst. Die Minderheit gründete im Jahr 2011 die „Heilige Abchasische Diözese“. Die abchasische Regierung verhält sich in dem Schisma neutral.